# Raoul Ubac
Raoul Ubac (Malmedy, Bélgica, 31 de agosto de 1910 - Dieudonné, Francia, 24 de marzo de 1985) fue un pintor, grabador y escultor francés de origen belga.